# Rangos e insignias del Reichsluftschutzbund
Los rangos e insignias del Reichsluftschutzbund eran títulos militares adoptados por el Reichsluftschutzbund (Liga Nacional para la Protección contra Ataques Aéreos, RLB) para el uso en los uniformes de servicio del RLB.
Las insignias del Reichsluftschutzbund se inspiraron en las de la Luftwaffe alemana, mientras que los rangos fueron una modificación de los títulos de las Sturmabteilung.
| Insignia del hombro | Insignia del cuello     | Rango del RLB                             | Traducción                             | Equivalente en la Luftwaffe |
| ------------------- | ----------------------- | ----------------------------------------- | -------------------------------------- | --------------------------- |
|                     |                         | Rango del RLB                             | Traducción                             | Equivalente en la Luftwaffe |
|                     |                         | RLB-Präsident                             | Presidente del RLB                     | Generalfeldmarschall        |
|                     |                         |                                           |                                        |                             |
|                     |                         | General-Hauptluftschutzführer             | Líder General de Protección Aérea      | General                     |
|                     |                         |                                           |                                        |                             |
|                     |                         | Generalluftschutzführer                   | General de Protección Aérea            | Generalmajor                |
|                     |                         |                                           |                                        |                             |
|                     |                         | Oberstluftschutzführer                    | Coronel de Protección Aérea            | Oberst                      |
|                     |                         |                                           |                                        |                             |
|                     |                         | Oberststabsluftschutzführer               | Teniente Coronel de Protección Aérea   | Oberstleutnant              |
|                     |                         |                                           |                                        |                             |
|                     |                         | Stabsluftschutzführer                     | Mayor de Protección Aérea              | Major                       |
|                     |                         |                                           |                                        |                             |
|                     |                         | Hauptluftschutzführer                     | Capitán de Protección Aérea            | Hauptmann                   |
|                     |                         |                                           |                                        |                             |
|                     |                         | Oberluftschutzführer                      | Líder Superior de Protección Aérea     | Oberleutnant                |
|                     |                         |                                           |                                        |                             |
|                     |                         | Luftschutzführer                          | Líder de Protección Aérea              | Leutnant                    |
|                     |                         |                                           |                                        |                             |
|                     |                         | Luftschutzobertruppmeister                | Oficial de Primera de Protección Aérea | Feldwebel                   |
|                     |                         |                                           |                                        |                             |
|                     | Luftschutztruppmeister  | Oficial de Protección Aérea               | Unteroffizier                          |                             |
|                     |                         |                                           |                                        |                             |
|                     | Luftschutzobertruppwart | Supervisor de Primera de Protección Aérea | Hauptgefreiter                         |                             |
|                     |                         |                                           |                                        |                             |
|                     | Luftschutztruppwart     | Supervisor de Protección Aérea            | Obergefreiter                          |                             |
|                     |                         |                                           |                                        |                             |
|                     | Luftschutzobertruppmann | Tropa de Primera Protección Aérea         | Gefreiter                              |                             |
|                     |                         |                                           |                                        |                             |
|                     | Luftschutztruppmann     | Tropa de Protección Aérea                 | Flieger                                |                             |